# Ulica Henryka Sienkiewicza w Radomiu
Ulica Henryka Sienkiewicza – ulica w dzielnicy Śródmieście. Łączy ulicę Piłsudskiego z ulicą 25 Czerwca. Krzyżuje się z ulicami Moniuszki i Mickiewicza.

## Historia
Ulicę zaprojektowaną ok. 1860 zbudowano po 1885 w związku z uruchomieniem, przebiegającej przez Radom, kolei Iwanogrodzko-Dabrowskiej. W dniu 16 grudnia 1906 przed budynkiem zarządu żandarmerii gubernialnej radomskiej pod numerem 4 miał miejsce udany zamach działaczy socjalistycznych, Stanisława Wernera i Stanisława Hempla na carskiego naczelnika policji gubernialnej, płk. Siemiona von Płotto.

## Nazwa[2]
Nazwa ulicy wielokrotnie ulegała zmianom:
- po 1885 – 1893: ul. Michajłowska (na cześć wielkiego księcia Michała),
- 1893 – 1924: ul. Mariacka (nazwa zmieniona w związku z planowaną budową kościoła mariackiego),
- 1924 – 1939: ul. Henryka Sienkiewicza,
- 1939 – 1945: Mozartstraße,
- od 1945: ul. Henryka Sienkiewicza.

## Architektura[2]
Przy ulicy znajduje się wiele obiektów zabytkowych, powstałych głównie w XIX i na początku XX wieku:
- nr 12 – kamienica, dom rodziny Macieja Glogiera, według projektu Józefa Piusa Dziekońskiego, eklektyczny z wpływami modernizmu z efektowną elewacją z piaskowca.
- nr 13 – budynek Parafii Katedralnej pw. Opieki Najświętszej Maryi Panny,
- nr 14 – Bazylika katedralna Opieki Najświętszej Maryi Panny w Radomiu.
- nr 17 – budynek dawnego Powiatowego Związku Samorządowego (sejmik powiatowy), wzniesiony w 1927 w stylu neoklasycystycznym, z czterokolumnowym portykiem według projektu Alfonsa Pinno, obecnie siedziba Urzędu Stanu Cywilnego i Rady Miejskiej.
- park im. Tadeusza Kościuszki – zabytkowy park miejski założony w latach 1866–1867, utrzymany w stylu angielskim. Główna aleja parku łączy dawny gmach komisji województwa sandomierskiego, znajdujący się przy ulicy Żeromskiego z budynkiem katedry[3].

Rejestr zabytków
Do rejestru zabytków Narodowego Instytutu Dziedzictwa wpisane są następujące obiekty:
- nr 11 – kamienica, koniec XIX w.
- nr 12 – kamienica Glogierów z oficynami, 1914
- nr 16 – Katedra Opieki Najświętszej Maryi Panny, 1903–09
- nr 34 – dom, 1911
- nr 36 (3 Maja 31) – dom, koniec XIX w.

Gminna ewidencja zabytków
Do Gminnej Ewidencji Zabytków Miasta Radomia, oprócz obiektów z rejestru zabytków, wpisane są też budynki:
- 2 – dom murowany, koniec XIX w.
- 3 – dom murowany, koniec XIX w.
- 4 – dom murowany, koniec XIX w.
- 8 – dom murowany, 1. poł. XX w.
- 6 – dom murowany, 1898
- 13 – dom murowany, koniec XIX w.
- 22 – dom murowany, lata 20. XX w.
- 28 – dom murowany, 1908

## Galeria

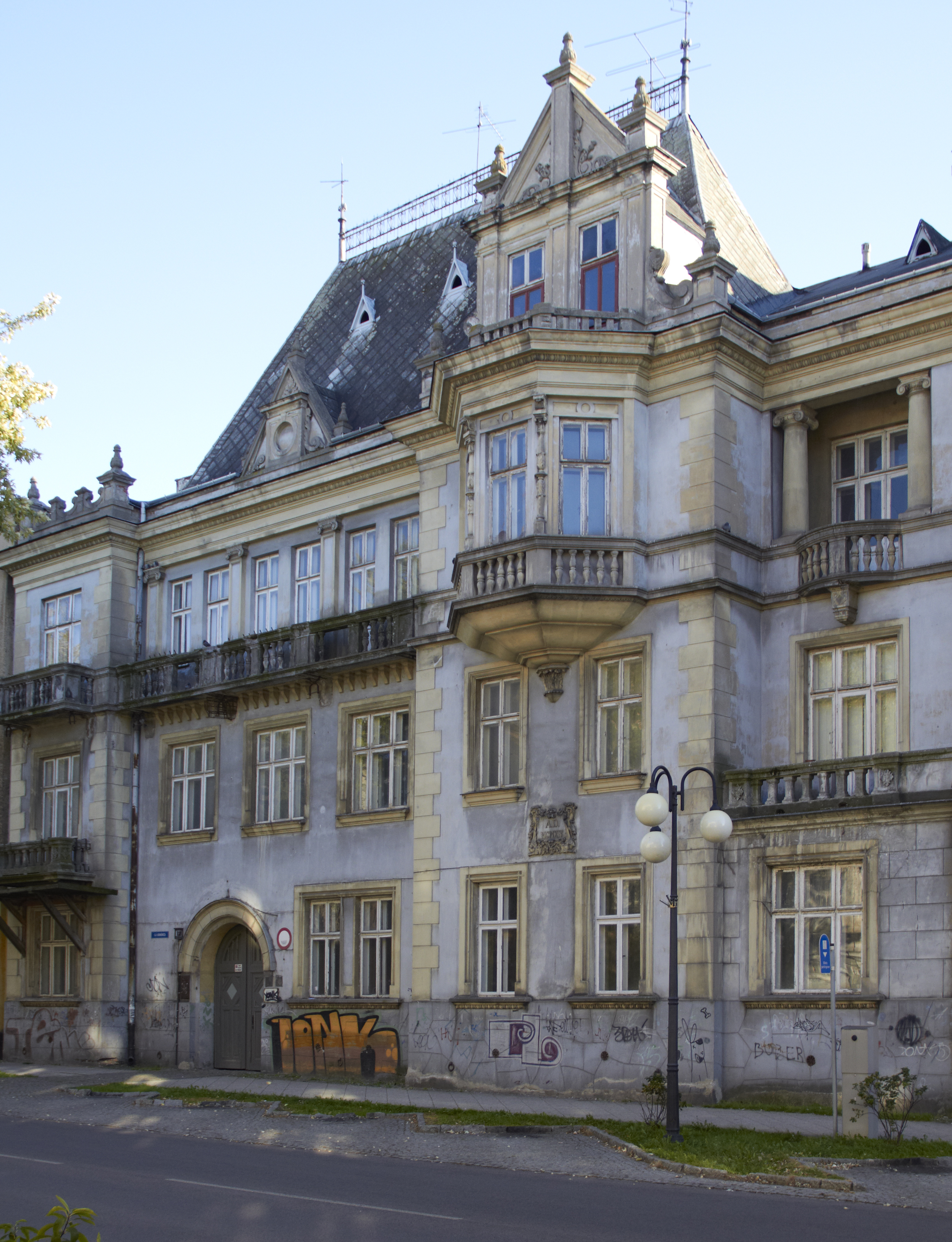
Kamienica Glogierów
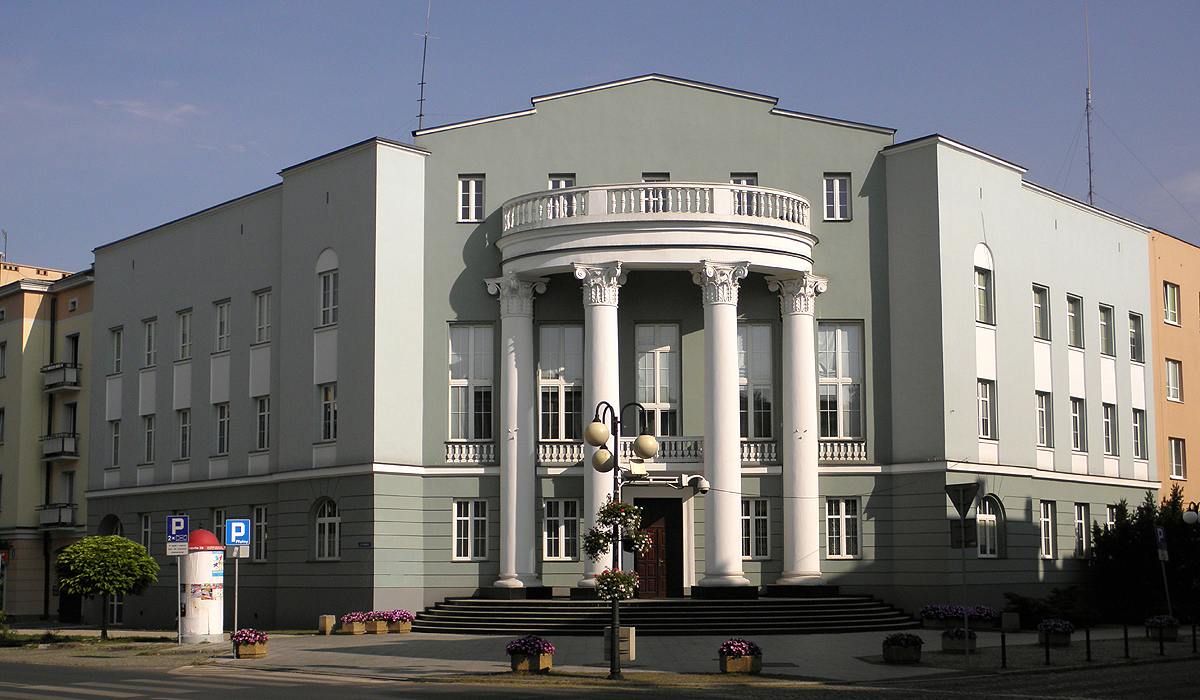
Gmach dawnego Powiatowego Związku Samorządowego
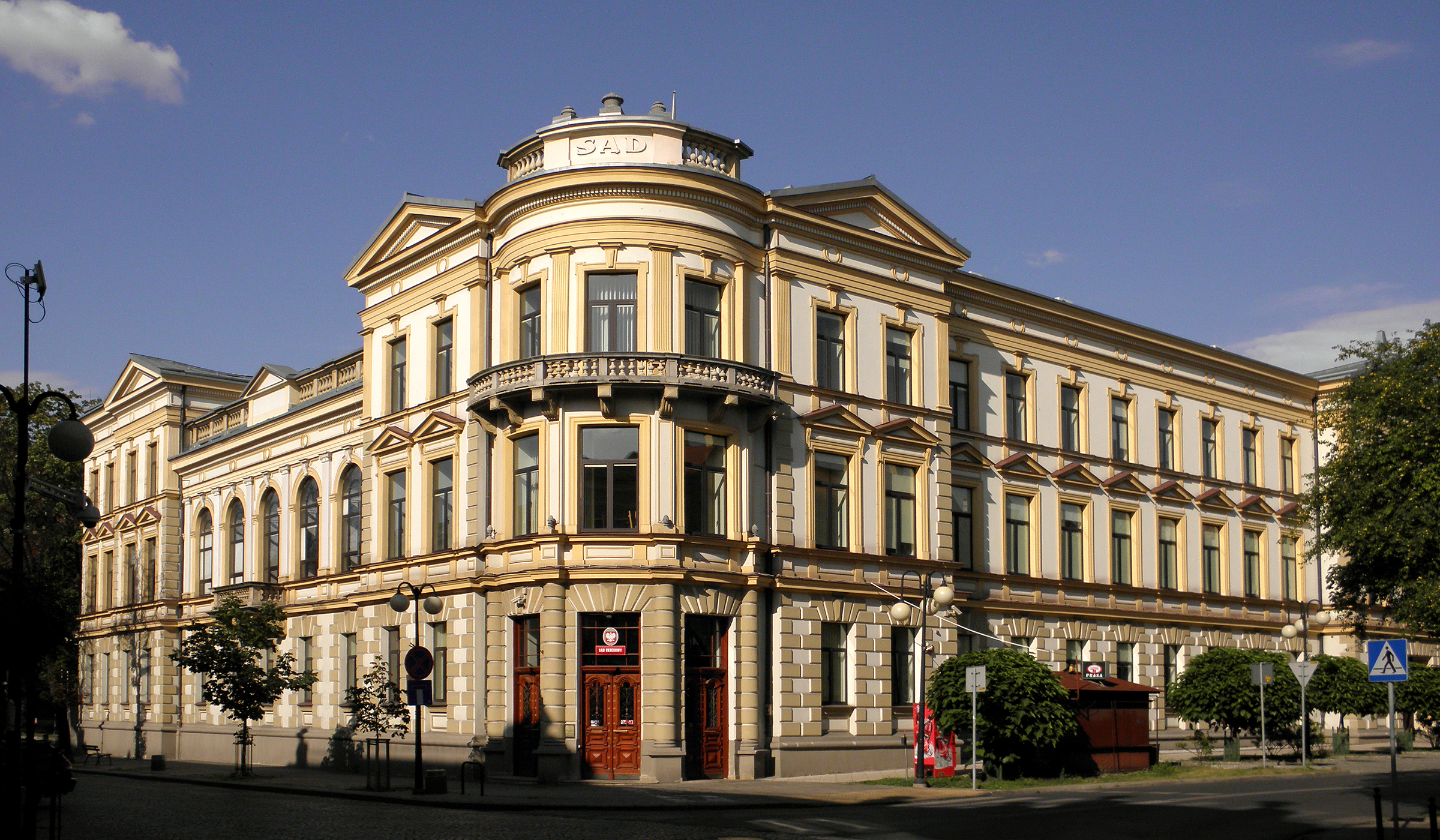
Budynek Sądu Okręgowego